# Juan Floris
Juan Floris, también llamado Jan Floris o Juan Flores (Amberes (Bélgica), c. 1520 – Talavera de la Reina (Toledo), 1567) fue un ceramista y azulejero natural de Flandes. Alrededor de 1551 emigró a España, estableciéndose en la ciudad de Plasencia. En 1562 fue reclamado por el rey Felipe II para que trabajara a su servicio, por lo que se estableció en Talavera de la Reina. Una de sus obras más importantes se conserva en la localidad de Garrovillas de Alconétar, provincia de Cáceres (España).

## Obra
Como azulejero del rey Felipe II intervino en la realización de obras para el Palacio de El Pardo, Real Alcázar de Madrid y el Palacio de Valsaín en la provincia de Segovia. Gran parte de lo más cuidado de su producción fue destinado al Real Alcázar de Madrid, sin embargo la destrucción que sufrió este edificio por un incendio en 1734 y su sustitución por el Palacio Real, hacen que esta parte de su obra haya desaparecido.